# 西願寺里保
西願寺 里保（さいがんじ りほ、1998年11月16日 - ）は、東京都出身の、日本の女子柔道選手。階級は70kg級。身長175cm。組み手は右組み。得意技は大外刈。

## 経歴
柔道は4歳の時に講道館の春日柔道クラブで始めた。文京第一中学3年の時に全国中学校柔道大会の63kg級では2回戦で敗れた。淑徳高校に進むと、3年の時にはインターハイ70㎏級の決勝で聖光高校3年の田中志歩に有効で敗れて2位だった。2017年にコマツの所属となると、実業個人選手権で3位になった。2018年には実業個人選手権で優勝すると、講道館杯でも3位に入った。2019年の実業団体では三井住友海上戦で鍋倉那美を上四方固で破るなどして優勝に貢献した。2022年には講道館杯の代替大会となった全日本強化選手選考会の決勝でJR東日本の宇野友紀子に反則勝ちして、シニアの全国大会初優勝を飾った。10月の講道館杯は3位だった。2023年4月の体重別では3位だった。6月のグランドスラム・アスタナでは初戦で敗れた。11月の講道館杯では決勝でJR東日本の寺田宇多菜に技ありで敗れて2位だった。12月のグランドスラム・東京では2回戦でスペインのアイ・ツノダ・ロウスタントに反則負けを喫した。2024年1月のグランプリ・オディベーラスでは準々決勝でクロアチアのバルバラ・マティッチに技ありで敗れるも、その後の敗者復活戦を勝ち上がって3位になった。4月の体重別では準決勝で東海大学2年の本田万結に技ありで敗れた。

## 戦績
- 2016年 -　インターハイ　2位
- 2017年 -　チューリンゲンジュニア国際　優勝
- 2017年 -　実業個人選手権　3位
- 2018年 -　実業個人選手権　優勝
- 2018年 -　講道館杯　3位
- 2019年 -　実業団体　優勝
- 2022年 -　全日本強化選手選考会　優勝
- 2022年 -　実業団体 2位
- 2022年 - 実業個人選手権　3位
- 2022年 -　講道館杯　3位
- 2023年 - 体重別　3位
- 2023年 -　講道館杯　2位
- 2024年 -　グランプリ・オディベーラス　3位
- 2024年 - 体重別 3位
- 2024年 - 実業団体 2位
- 2025年 - 実業団体 2位

(出典、JudoInside.com)